# Sašo Kragelj
Sašo Kragelj, slovenski motokrosist, * 12. julij 1977, Maribor
Je poklicni voznik motokrosa, doma iz Radizela. Je večkratni državni prvak in najuspešnejši motokrosist v Sloveniji vseh časov.

## Naslovi državnega prvaka po letih
- 1991 (80ccm)
- 1992 (80ccm)
- 1993 (125 ccm)
- 1994 (125 ccm)
- 1995 (125 ccm)
- 1996 (250 ccm)
- 1997 (250 ccm)
- 1998 (250 ccm)
- 1999 (250 ccm)
- 2000 (250 ccm)
- 2002 (Open)
- 2004 (125 ccm + Open)
- 2006 (Open)
- 2007 (Open)
- 2008 (Open)